# 小行星16507
小行星16507（16507 Fuuren）是一颗绕太阳运转的小行星，为主小行星带小行星。该小行星于1990年10月24日发现。

## 轨道参数
小行星16507的轨道半长轴为3.0204603 UA，离心率为0.118。